# مركز العلوم الجيولوجية الألماني (جيه إف زد)
مركز الأبحاث الألماني لعلوم الأرض (ويعرف باسم GFZ) (بالإنجليزية: German Research Centre for Geosciences)، والمعروف أيضًا باسم مركز GFZ Helmholtz في بوتسدام أو GFZ فقط، هو مركز البحوث الوطني لعلوم الأرض في ألمانيا، ويقع في Telegrafenberg في بوتسدام، في ولاية براندنبورغ الألمانية الاتحادية، وهو جزء من جمعية هلمهولتز لمراكز البحوث الوطنية.
يشير اختصار "GFZ" إلى GeoForschungsZentrum (مركز الأبحاث الجغرافية).

## التاريخ
تأسس المركز البحثي في عام 1992. ويتعبر الأحدث ضمن سلسلة طويلة من معاهد الأبحاث التي تقع في Telegrafenberg في مدينة بوتسدام، وشملت هذه المعهد المركزي لفيزياء الأرض (ZIPE)، الذي كان معهدًا لأكاديمية العلوم في جمهورية ألمانيا الديمقراطية السابقة التي شاركت بنشاط في علم تقسيم الأرض. يمكن تتبع تاريخ المركز البحثي ( GFZ) إلى معهد Geodätische Potsdam ، وهو معهد تابع للأكاديمية البروسية للعلوم، والذي كان تحت إشراف فريدريش روبرت هيلمرت من عام 1886 إلى عام 1917، تطور المعهد إلى المركز الرائد في العالم لعلم تقسيم الأرض، وتدعم وزارة التعليم والبحوث الألمانية 90٪ من ميزانية مركز الأبحاث، وتأتي 10٪ من وزارة العلوم والبحوث والثقافة من ولاية براندنبورغ.

### معرض
بين 24 مارس و 9 يوليو 2017، أقام مركز GFZ معرضًا ثنائي اللغة (ألماني / إنجليزي) بعنوان التركيز: الأرض - قياس عالمنا في Haus der Brandenburgisch-Preußischen Geschichte في بوتسدام مع العديد من المعارض لتاريخ علوم الأرض على Telegrafenberg.  

معرض 2017 (مختارات)
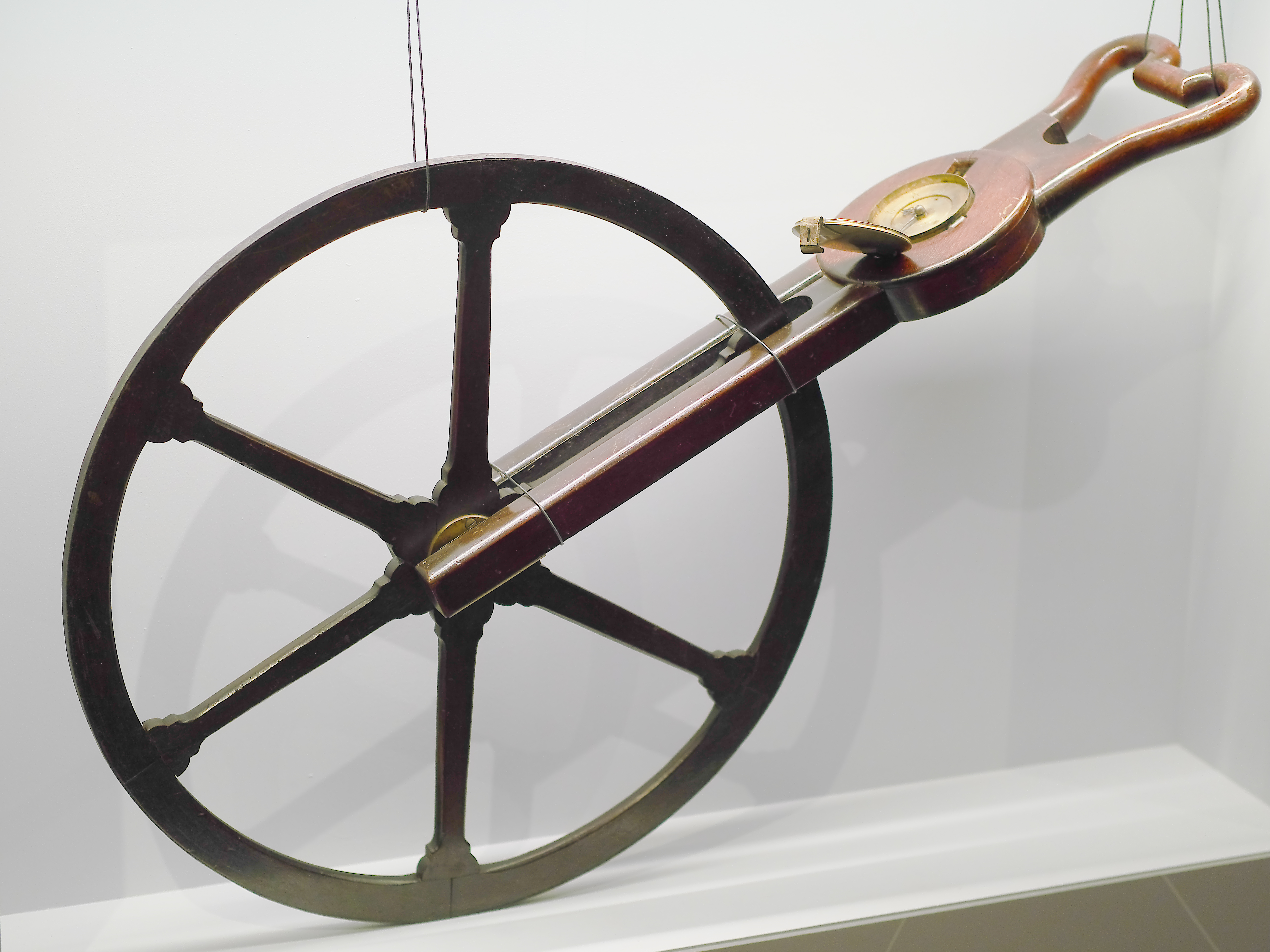
عجلة المساحي  [لغات أخرى]‏ ، لندن (حوالي 1760)
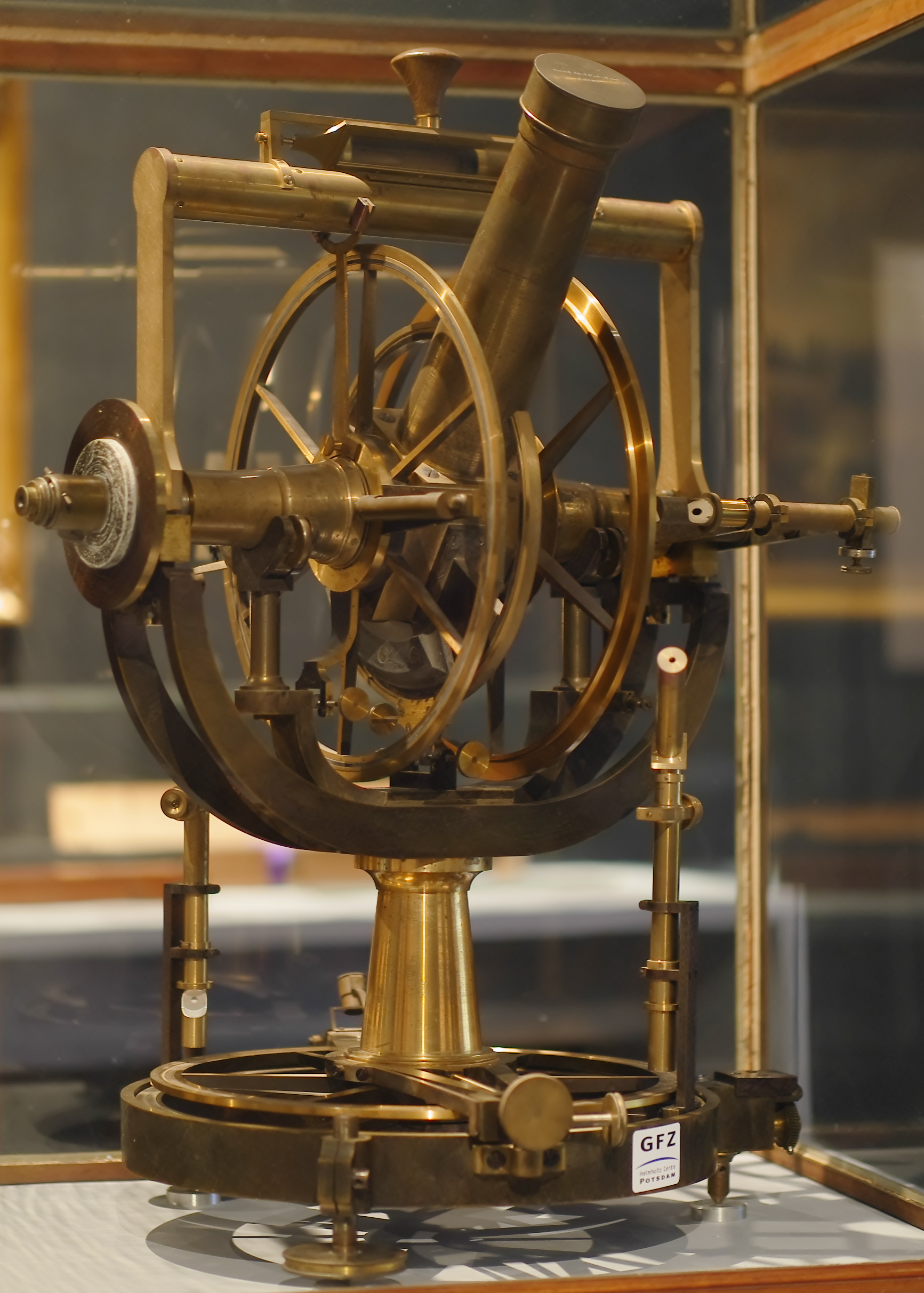
المزواة العالمية التاريخية ، Pistor & Martins ، برلين (1851)
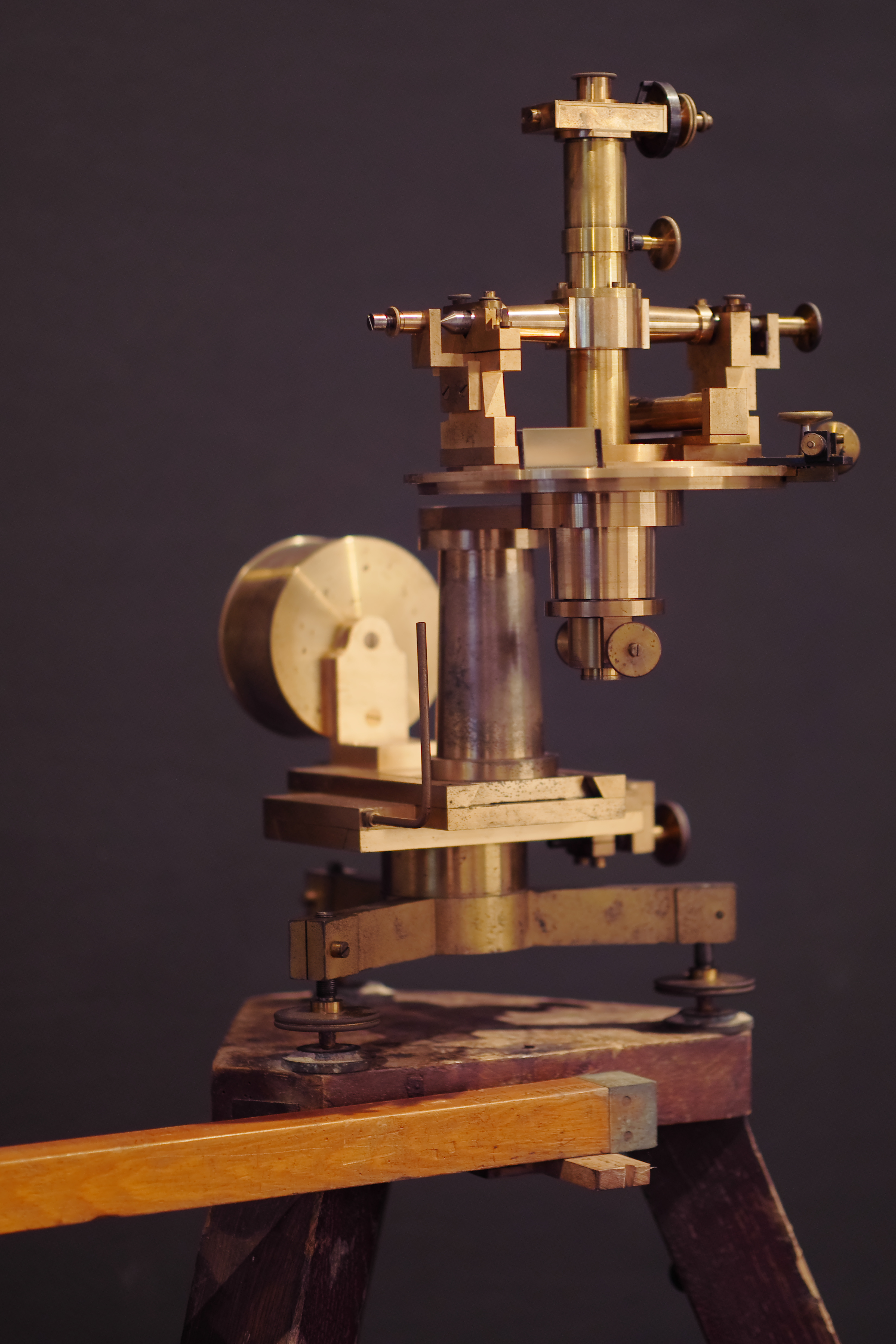
جهاز أساسي لمسح خطوط الأساس الجيوديسي ، غبرودر برونر ، باريس (1876 إلى 1878)
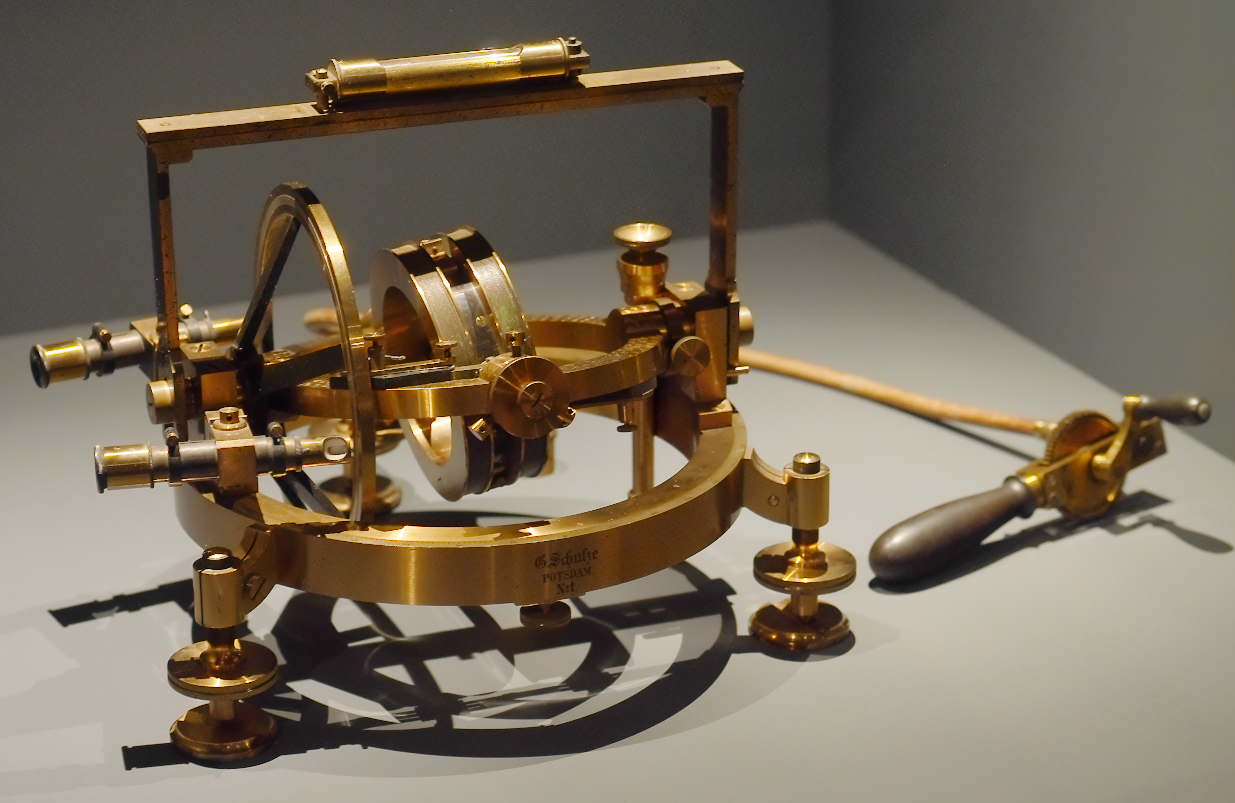
تراجع الكهرومغناطيسي رقم 1 ، G. Schulze ، بوتسدام (حوالي 1900)
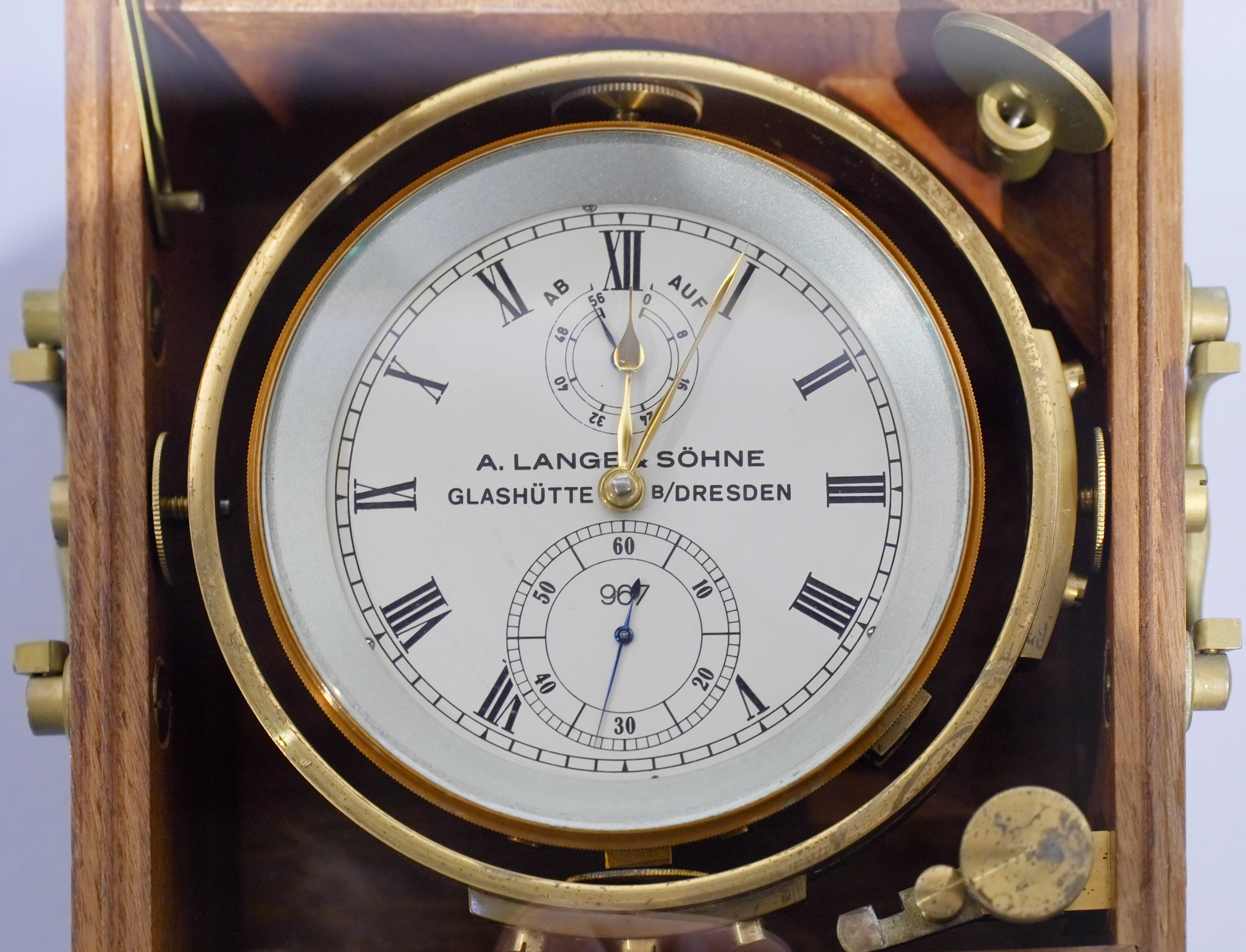
الكرونومتر البحري ، A. Lange & Söhne ، غلاسهوته (1948)
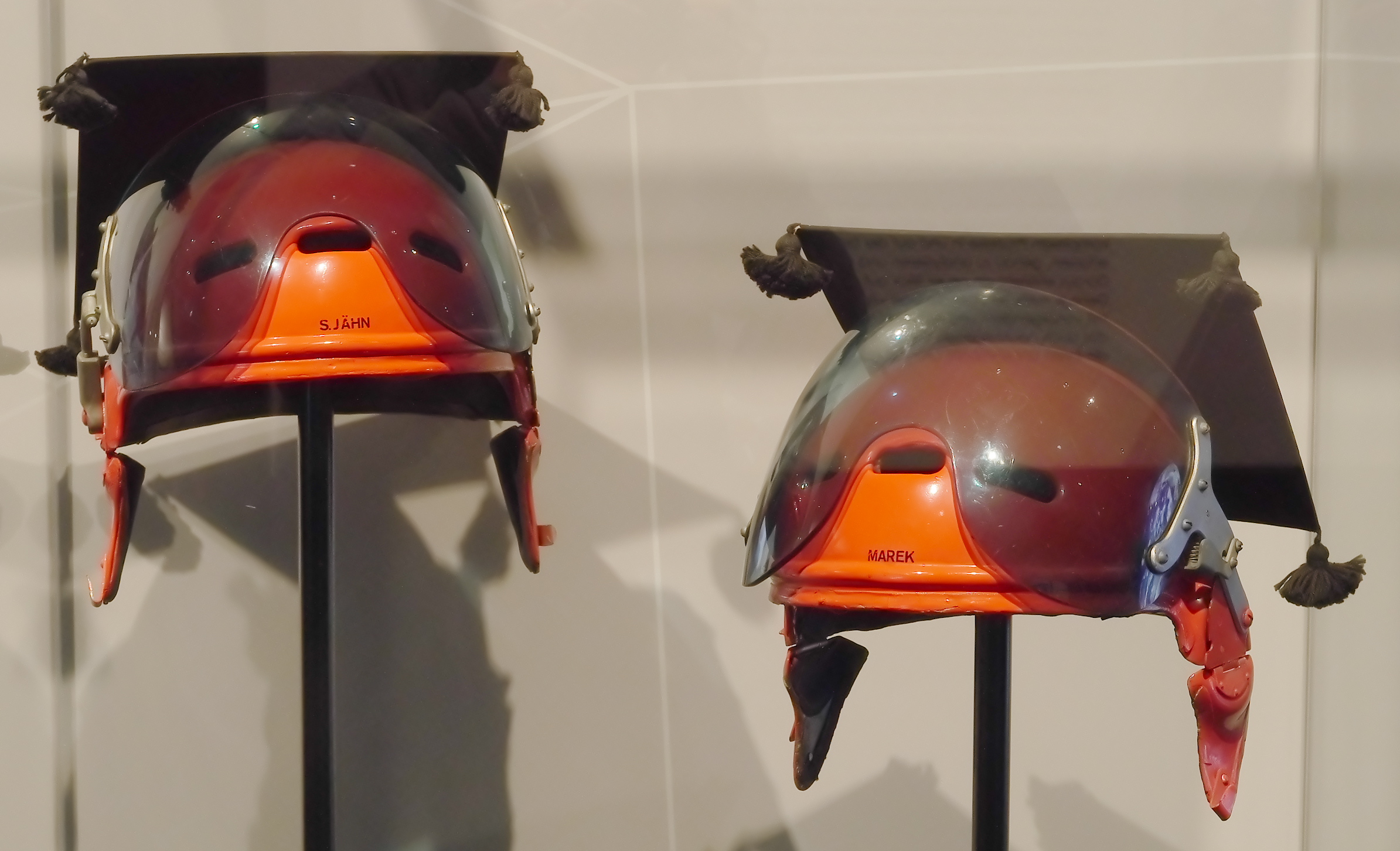
قبعات أكاديمية مربعة مصنوعة من خوذات جيش ألمانيا الشرقية من سيغموند يان Jähn و Karl-Heinz Marek (1983)
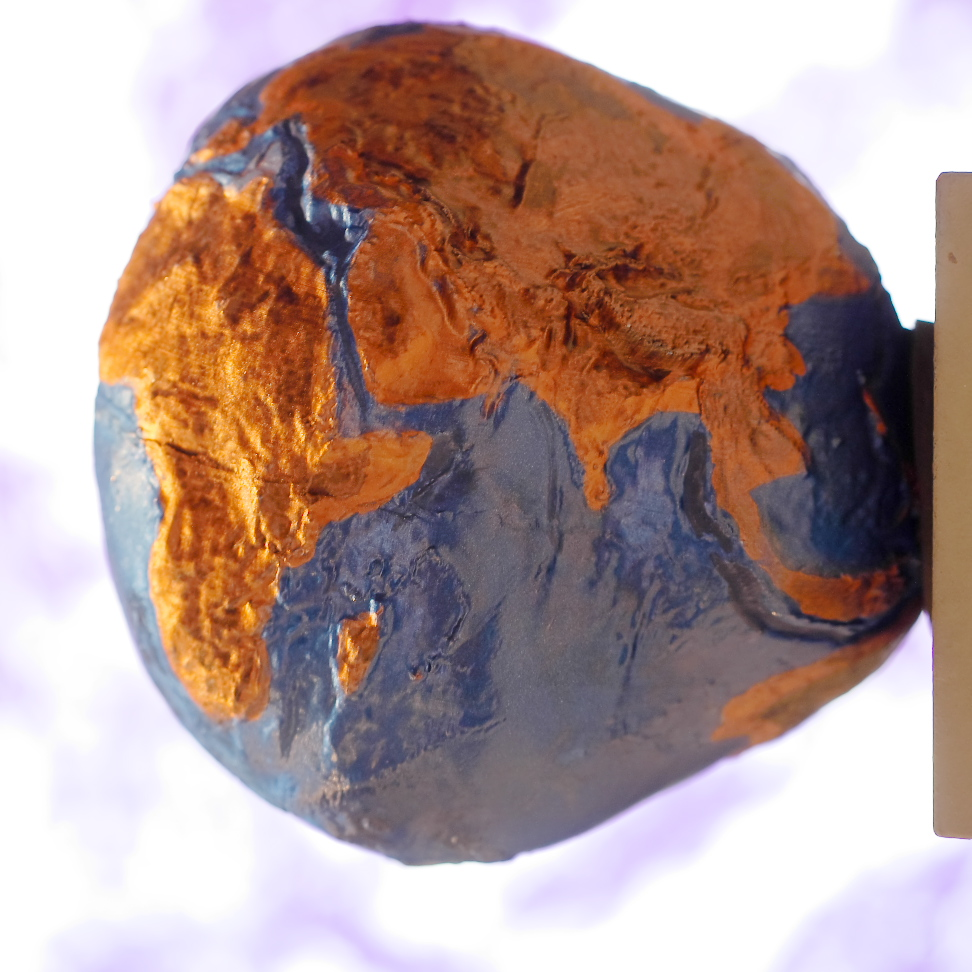
نموذج ثلاثي الأبعاد لما يسمى "بوتسدام كارتارتوفيل" ( بطاطس بوتسدام ) مع تكبير 15000 مرة لمستوى سطح الأرض ، بوتسدام (2017)

## روابط خارجية
- الموقع الرسمي